# Юго-западный регион развития Румынии
Юго-западный регион развития Румынии (рум. Regiunea de dezvoltare Sud-Vest) — один из регионов развития Румынии. Не является административной единицей, был создан в 1998 году для лучшей координации местного развития в процессе вступления Румынии в Европейский союз.

## Состав
В состав ЮЗРР Румынии входят жудецы:
- Вылча
- Горж
- Долж
- Мехединци
- Олт